# ミノヒゲムシ
ミノヒゲムシ Mallomonas は、黄金色藻類の1属。細胞表面を珪酸質の鱗片が覆っており、往々にしてこの鱗片から長い棘が出る。

## 特徴

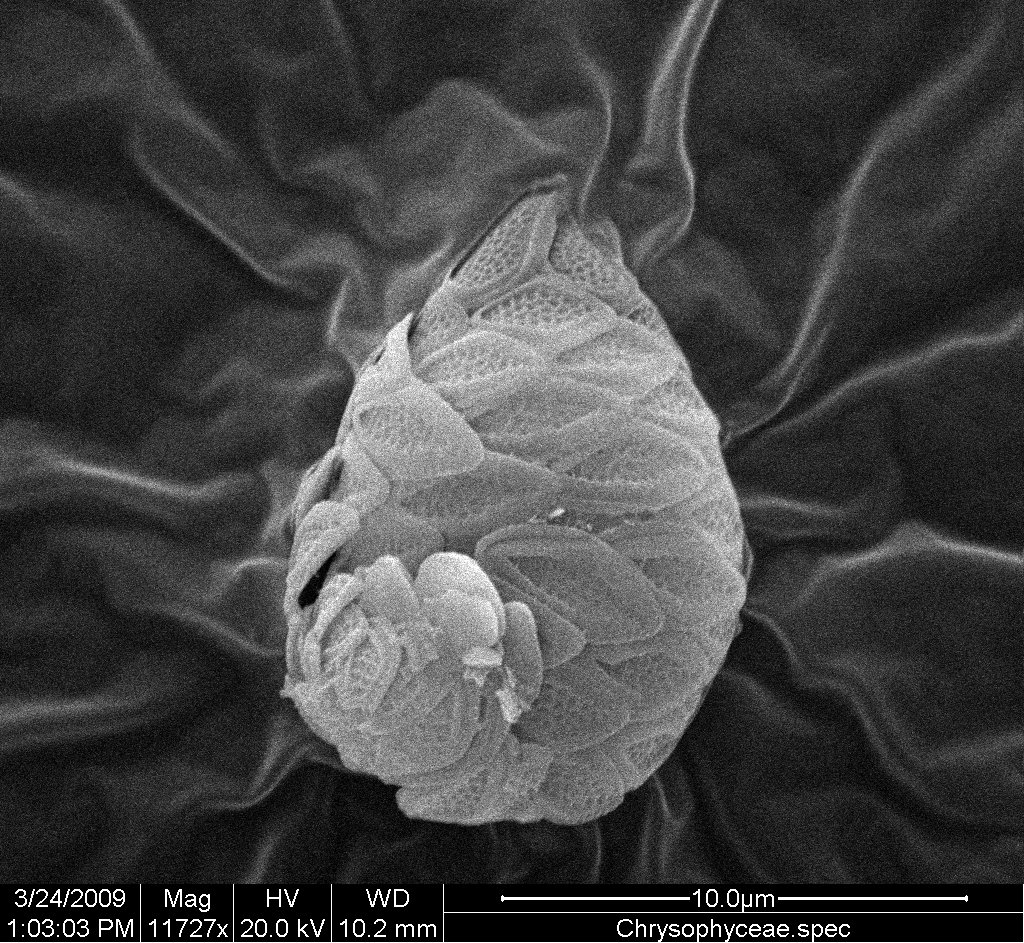
Mallomonas valkanoviana
細胞表面を鱗片が覆っている

単細胞生の鞭毛藻類。細胞の先端に1本の鞭毛を持つものが多い。一部に2本の不等鞭毛を持つ例があり、それらはマロモノプシス節 Section Mollomonopsis に纏められている。この類では長い羽型と短い鞭型を有するが、それ以外の種は羽型鞭毛1本のみを持つ。
細胞の形は球形、卵形、楕円形、流線型、円筒形など様々で、その表面を珪酸質の鱗片が瓦状に並んだ被殻が覆っている。鱗片からは細い針のような剛刺が出るものがある。剛刺はその先端が鱗片の先端近くに曲がった基部が刺さったような形で外に向かう。一つの鱗片に複数の剛刺を持つ例もあれば、一部の鱗片にのみ剛刺を持つ例もある。外から見れば、細胞全体から長い棘が多数出ているものが多いが、例えば細胞の前端や後端からのみ出る例、まばらにごく少数のみが出る例などもある。
葉緑体は1つだが、細胞壁に沿って広がり、中央が縦に縊れ、2葉に分かれているので、2つあるようにも見える。
和名としては、古くは内田他(1947)にはマロヒゲムシというのがあるが、科名にはマロモナス科を採用している。水野(1964)は科名、属名もそれぞれミノヒゲムシ科、ミノヒゲムシ属とし、幾つかの種にそれぞれ○○ミノヒゲムシという和名を与えている。また、種としては M. caudata の和名をミノヒゲムシとしている。岡田他(1965)もほぼこれに倣っている。他方で学名仮名読みのマロモナスもよく使われている。やや特殊なのは月井(2010)で、マルロモナスとの表記を採っている。和名としてはぶれがないので、この項ではミノヒゲムシを採った。

## 生育環境
淡水産であり、世界の淡水域に広く見られ、時に植物プランクトン相の中で優占的な地位を占める。
特に秋から冬にかけてその数を増す。

## 分類
黄金色藻類に含まれるものとして扱われてきた。その中で、モトヨセヒゲムシ属 Synura と本属は、共に珪酸質の鱗片に覆われることで共通するほか、近年になってこれらが他の黄金色藻類とは鞭毛装置の構造や光合成色素の種類が異なる点などで区別出来ることが明らかになり、合わせてシヌラ科とし、これを独立させてシヌラ綱とすることも提案されている。

## 下位分類
この属の分類では、細胞表面にある珪酸質の鱗片の形態がとても重視される。古くは光学顕微鏡によって研究が行われたので、細胞の上で剛刺の出る位置や、せいぜい鱗片の外形程度しか知ることが出来なかった。電子顕微鏡が利用出来るようになり、この分野は飛躍的に進歩した。1982年から1986年までの間だけで、50の新種と変種が追加されている。2011年の段階では記載された種は180に達し、鱗片を持つ黄金色藻類系の属では最大のものとなっているが、その後にも新種は追加されている模様である。
日本では水野(1964)や岡田他(1965)が3ないし4種の名を挙げている。それが水野・高橋(1991)になると28種が取り上げられている。また水野や岡田他で挙がっている名にはこちらには見えないものもあり、同定の見直しがあったようである。
属内の分類体系として、種を幾つかの系列(series)や節(section)に分けることが試みられている。それらの体系は、主として鱗片の形態や構造に基づいて行われてきた。ただし、分子系統の情報から、この様な体系が人為的なものである可能性も示唆されている。